# Liberal Unionist Party
Liberala unionistpartiet (engelska: Liberal Unionist Party) var ett brittiskt politiskt parti som bröt sig ur Liberala partiet 1886, och senare slogs ihop med Konservativa partiet, i praktiken redan vid sekelskiftet, formellt 1912. De viktigaste ledarna var Lord Hartington (sedermera hertig av Devonshire) och Joseph Chamberlain.
Orsaken till att det liberala partiet delades var att partiledaren Gladstone anslöt sig till förslaget att införa home rule (självstyre) för Irland. Valet 1885 gav Parnells irländska nationalistparti vågmästarställning i underhuset, och lyckades övertyga Gladstone att irländarna önskade och förtjänade home rule. En del liberaler ansåg att Gladstones home rule-förslag skulle de facto leda till självständighet för Irland och upplösning av unionen, vilket de inte kunde stödja. Eftersom de såg sig själva som försvarare av unionen mellan Storbritannien och Irland kallade de sig liberala unionister.
De flesta liberala unionisterna kom från whigfalangen i partiet, bland dem Hartington, lord Lansdowne och George Goschen, och hade förväntats lämna partiet i alla fall (på grund av skillnader i synen på ekonomisk och social politik). En överraskning var att en liten grupp ur partiets radikala falang, under ledning av Chamberlain, deltog i utbrytningen. National Liberal Foundation stödde Gladstone, så rebellerna bildade egna organisationer: Committee for the Preservation of the Union, National Radical Union, och senare Liberal Unionist Association.
De ledande liberala unionisterna inbjöds att ansluta sig till Lord Salisburys konservativa regering, men de flesta avböjde detta till en början för att lämna en väg öppen för en återförening av det liberala partiet. Goschen var ett viktigt undantag och blev finansminister. Gladstones andra Home Rule-förslag 1892 förstärkte delningen och 1895 anslöt sig de ledande liberala unionisterna till Salisburys regering. Den regering som blev resultatet benämndes i allmänhet ”unionistisk”, och skillnaden mellan de konservativa och de liberala unionisterna började suddas ut.
Hartington och andra anhängare av frihandel lämnade Liberal Unionist Association 1904 i protest mot att Chamberlain förespråkade en protektionistisk handelspolitik. Chamberlain själv drabbades av slaganfall 1906. Liberal Unionist Association slogs ihop med de konservativa och blev Conservative and Unionist Party (det nuvarande Konservativa partiet) 1912, då skillnaden redan sedan länge förlorat betydelse.